# Bombardeig de Jaén
El bombardeig de Jaén va ser un atac aeri realitzat sobre aquesta ciutat l'1 d'abril de 1937, en el transcurs de la Guerra Civil espanyola, per part de la Legió Còndor de l'Alemanya nazi, que combatien en favor dels revoltats. Les estimacions actuals de víctimes xifren els morts en 159 morts entre la població civil i uns centenars de ferits. S'ha arribat a comparar amb el bombardeig de Guernica, esdevingut dies després.

## Motivació de l'atac
El bombardeig de Jaén va ser ordenat a la Legió Còndor alemanya que era l'encarregada de dur a terme missions aèries arreu d'Espanya com a suport de l'Alemanya nazi a les tropes de Franco, pel general Gonzalo Queipo de Llano com a resposta al bombardeig de Còrdova per l'exèrcit republicà, amb el que fou una operació de càstig contra la població civil de Jaén, amb la finalitat d'aterrir la població civil i desmoralitzar al bàndol republicà.

## Atac
L'atac va ser per sorpresa, ja que la ciutat no era un enclavament militar destacat ni en ella s'hi desenvolupava cap combat, per la qual cosa la població no estava preparada, no existien bateries antiaèries, ni es va donar cap alarma.
L'atac es va produir d'una sola passada, a les cinc i vint de la tarda, hora que quedà marcada diversos dies en el rellotge de l'Església de San Ildefonso que es va bloquejar. Els avions van envoltar Jabalcuz i van arribar a la ciutat a baixa altura, distribuïts en dues formacions en forma de tascó.

## Conseqüències

### Represàlies. "Saques del '37"
Com a resposta al bombardeig i com a venjança, es va dur a terme una saca de presos des de l'endemà i fins al 7 d'abril, el bàndol republicà va començar una forta repressió que causà la mort de 120 o 130 persones -mateix nombre de víctimes que es creia havia causat el bombardeig- que romanien detingudes a la presó provincial, van ser afusellats la majoria en les tàpies del cementiri de Mancha Real.
| «                                                                                                | Presentats els individus del Front Popular en aquesta presó em van conduir amb la pistola a la mà fins al despatx que donava al carrer on em van comminar perquè fes lliurament dels presos. Els vaig exigir ordre de l'autoritat competent al que em van contestar que no calia i que em guardés d'oposar-me a la justícia del poble. En aquest moment van apuntar uns milicians amb fusells per la finestra que van cridar (...): aparteu-vos i veureu que aviat s'acaba això. (...) | » |
| — Declaració posterior de Lorenzo Alonso Montero, director de la Presó, davant un jutge militar. | |   |

### Refugis antiaeris
Després d'aquest bombardeig es va impulsar a la ciutat la construcció de sis refugis perquè la població es protegís en cas que repetissin els atacs aeris.

### Orgue de la catedral
L'immens orgue de la catedral va ser desmuntat, i se'n van instal·lar els tubs al castell i a les torres de la mateixa catedral, de manera que simulaven l'existència d'un gran nombre de bateries en la privilegiada posició en la qual es troben els dos edificis.